# Scolecophidia
Scolecophidia é uma infraordem do clado Serpentes.
Inclui cinco famílias:
- Anomalepidae Taylor, 1939
- Gerrhopilidae Vidal, Wynn, Donnellan & Hedges, 2010
- Leptotyphlopidae Stejneger, 1892
- Typhlopidae Merrem, 1820
- Xenotyphlopidae Vidal, Vences, Branch & Hedges, 2010